# Turniej o Srebrny Kask 2020
Turniej o Srebrny Kask 2020 – zawody żużlowe, organizowane przez Polski Związek Motorowy dla zawodników do 21. roku życia.

## Finał
- Gdańsk, 26 sierpnia 2020
- Sędzia: Michał Sasień

| Msc. | Zawodnik              | Klub         | Pkt  |              |  |
| ---- | --------------------- | ------------ | ---- | ------------ |  |
| 1    | Dominik Kubera        | Leszno       | 15   | (3,3,3,3,3)  |  |
| 2    | Wiktor Trofimow       | Lublin       | 13+3 | (2,3,3,3,2)  |  |
| 3    | Jakub Miśkowiak       | Częstochowa  | 13+2 | (3,2,3,3,2)  |  |
| 4    | Mateusz Tonder        | Zielona Góra | 12   | (2,3,2,2,3)  |  |
| 5    | Norbert Krakowiak     | Zielona Góra | 11   | (3,3,2,2,1)  |  |
| 6    | Mateusz Cierniak      | Tarnów       | 10   | (1,2,1,3,3)  |  |
| 7    | Wiktor Lampart        | Lublin       | 9    | (0,2,3,2,2)  |  |
| 8    | Igor Kopeć-Sobczyński | Toruń        | 6+3  | (1,1,1,0,3)  |  |
| 9    | Karol Żupiński        | Gdańsk       | 6+2  | (3,2,0,1,u)  |  |
| 10   | Szymon Szlauderbach   | Leszno       | 5    | (2,w,u,2,1)  |  |
| 11   | Mateusz Świdnicki     | Częstochowa  | 5    | (1,0,1,1,2)  |  |
| 12   | Damian Pawliczak      | Zielona Góra | 5    | (1,1,2,1,w)  |  |
| 13   | Przemysław Liszka     | Wrocław      | 3    | (2,0,1,0,0)  |  |
| 14   | Damian Stalkowski     | Gniezno      | 2    | (0,0,2,w, –) |  |
| 15   | Marcin Turowski       | Grudziądz    | 1    | (0,1,d,d,0)  |  |
| 16   | Rafał Karczmarz       | Gorzów Wlkp. | 1    | (0,1–,–,–)   |  |
| 17   | rez. Kamil Nowacki    | Rybnik       | 1    | (1,0)        |  |
| 18   | rez. Tomasz Orwat     | Bydgoszcz    | 1    | (d,1)        |  |

Bieg po biegu:
1. (65,81) Żupiński, Liszka, Świdnicki, Stalkowski
2. (64,67) Miśkowiak, Trofimow, Cierniak, Lampart
3. (64,29) Kubera, Szlauderbach, Kopeć-Sobczyński, Turowski
4. (64,69) Krakowiak, Tonder, Pawliczak, Karczmarz
5. (65,47) Trofimow, Żupiński, Karczmarz, Szlauderbach (w)
6. (65,15) Krakowiak, Cierniak, Kopeć-Sobczyński, Liszka
7. (64,57) Kubera, Miśkowiak, Pawliczak, Świdnicki
8. (65,79) Tonder, Lampart, Turowski, Stalkowski
9. (70,06) Kubera, Tonder, Cierniak, Żupiński
10. (72,36) Trofimow, Pawliczak, Liszka, Turowski (d)
11. ( 68,97) Lampart, Krakowiak, Świdnicki, Szlauderbach (u)
12. (67,63) Miśkowiak, Stalkowski, Kopeć-Sobczyński, Orwat (d)
13. (67,00) Miśkowiak, Krakowiak, Żupiński, Turowski (d)
14. (67,62) Kubera, Lampart, Nowacki, Liszka
15. (67,33) Trofimow, Tonder, Świdnicki, Kopeć-Sobczyński
16. (67,41) Cierniak, Szlauderbach, Pawliczak, Stalkowski (w/u)
17. (67,33) Kopeć-Sobczyński, Lampart, Żupiński (w/u), Pawliczak (w/u)
18. (65,89) Tonder, Miśkowiak, Szlauderbach, Liszka
19. (66,42) Cierniak, Świdnicki, Orwat, Turowski
20. (66,35) Kubera, Trofimow, Krakowiak, Nowacki

Wyścig dodatkowy o 8. miejsce:
1. (67,91) Kopeć-Sobczyński, Żupiński

Wyścig dodatkowy o 2. miejsce:
1. (65,72) Trofimow, Miśkowiak